# 1069 Planckia
1069 Planckia è un asteroide della fascia principale del diametro medio di circa 39,5 km. Scoperto nel 1927, presenta un'orbita caratterizzata da un semiasse maggiore pari a 3,1266750 UA e da un'eccentricità di 0,1093941, inclinata di 13,56838° rispetto all'eclittica.
Il suo nome è in onore del fisico tedesco Max Planck.